# Hitsugi no Chaika

Hitsugi no Chaika (棺姫のチャイカ, Hitsugime no Chaika, Chaika: A Princesa do Caixão) é uma light novel japonesa escrita por Ichirō Sakaki e ilustrada por Namaniku ATK. Até 19 de abril de 2014, nove volumes tinham sido publicados pela Fujimi Shobo. A série é atualmente adaptada em três mangás diferentes. Uma adaptação em anime foi anunciada em julho de 2013 e começou a ser exibida em 9 de abril de 2014, sendo terminada em 25 de junho, com 12 episódios. A segunda temporada do anime confirmada em maio de 2014, iniciou sua exibição em 8 de outubro de 2014 e foi finaliza em 10 de dezembro de 2014, com 10 episódios ao todo. Um OVA foi lançado em março de 2015.

## Enredo
A guerra de 200 anos entre a aliança das seis nações e o Império Gás chegou ao fim há cinco anos, quando o Imperador Arthur Gás, o Imperador Imortal do Império Gás, é finalmente morto por oito guerreiros conhecidos como os Oito Heróis. Depois da guerra, as terras do Império foram divididas pela aliança que mais tarde formaram o Conselho das Seis Nações para tentar trazer a paz e a ordem na terra. No presente, Toru Acura é um Saboteur (乱破 師 サバターSabata ? ), que vive com sua irmã Akari. Toru é incapaz de conviver nesta era pacífica quando suas habilidades de Saboteur se tornam inúteis e não vê sentido em sua vida. Enquanto está andando na floresta a procura de alimentos, Toru encontra Chaika Trabant, uma Wizard (魔法 師 ウィザードWizādo ? ) de cabelos brancos que carrega junto dela um caixão. E após eles derrotarem um Unicórnio, Chaika vendo suas habilidades como Saboteurs, convida Toru e Akari para uma importante tarefa: juntar os restos de seu falecido pai Arthur Gás que estão em posse dos Oito Heróis. Ela revela que é a princesa Chaika Gás, a filha do Imperador, que conseguiu escapar durante o fim da guerra e deseja encontrar os restos mortais de seu pai, que foram divididos entre os oito heróis pelo fato de suas partes emitirem um forte poder mágico, então após reunir todas as partes ela pode dar a ele um enterro apropriado. No entanto, o trio terá dificuldades com a Agência Pós-Guerra Kleeman Gillette Corps, que possui a tarefa de capturar Chaika temendo que ela vá reunir os partidários de Gás e acabar restaurando o Império Gás, trazendo novamente uma guerra. Não bastando isso, eles também terão que enfrentar outros grupos, liderados por garotas que também afirmam ser Chaika Gás. Assim, começa a jornada de Chaika, Akari e Toru, na busca dos restos mortais do Imperador Arthur Gás.

## Personagens

### Elenco Principal
Toru Acura (トール・アキュラ, Tōru Akyura)
Dublado por: Junji Majima
Um Saboteur da vila de Acura. Após a queda do Império de Gaz e a volta da paz, ele perde seu objetivo de vida, que é batalhar. Quando apresentado, ele estava desempregado e é confundido pela Chaika como um bandido que planejava roubá-la. Entretanto, eles acabam encontrando um 'Unicórnio' (na série eles são apresentados como criaturas hostis) e precisam trabalhar juntos para derrotá-lo. Ele tem um misterioso poder chamado Transformação de Ferro-Sangue, que quando ativado lhe deixa com os cabelos vermelhos e marcas vermelhadas pelo seu corpo. Ele utiliza duas adagas para lutar com seus oponentes quando em combate.
Chaika Trabant (チャイカ・トラバント, Chaika Torabanto)
Dublada por: Chika Anzai
A personagem foco da série. Uma jovem Wizard (feiticeira) que carrega um enorme caixão. Ela é a princesa do Império de Gaz e o último membro sobrevivente da família real. Possui a personalidade meiga e educada, acabando por muitas vezes demonstrar certa ingenuidade. A forma dela falar é um pouco diferente, dizendo frases entrecortadas e com uma curta pausa entre uma palavra e outra (muitas vezes ela é objetiva quando fala, resumindo o que quer dizer em uma só palavra ou expressão curta).  Após ela ficar perdida em uma floresta, ela acaba cooperando com o Toru após o aparecimento de um Unicórnio. Assim que o derrotam ela pede para que ele preste serviços a ela, juntamente com sua irmã Akari. Sua arma é um 'Gundo Sniper Rifle', que lhe permite lançar feitiços de alta precisão.
Akari Acura (アカリ・アキュラ, Akari Akyura)
Dublada por: Yuuko Hara
Irmã do Toru, da qual não possui relação de sangue. Ela respeita e gosta de seu irmão, ao ponto dela ficar com raiva de quem fala mal dele, mesmo que essa pessoa seja ela mesma.  Ela demostra um comportamento bastante bizarro e muitas vezes estúpido, principalmente em relação ao respeito que ela demonstra pelo seu irmão, causando muitas vezes situações cômicas, onde ela mesma se contraria suas afirmações. Assim como o Toru, ela pode usar a Transformação Ferro-Sangue, porém suas marcas não se cruzam como as do seu irmão e são bem mais finas. Ela também é uma Saboteur e sua arma é uma marreta com alça retrátil, tendo em um dos lados um cone pontiagudo. Akari não esconde o fato dela amar o seu irmão e facilmente fica com ciúmes de cada garota que se aproxima dele, muitas vezes acaba atacando com sua arma.
Fredrika (フレドリカ, Furedorika)
Dublada por: Chiwa Saito
Um dragão, uma raça de dragões mágicos com a habilidade de mudar de forma. Anteriormente foi parceira de Dominica Skoda, uma Cavaliers que fez um pacto com ela durante a guerra com o Império de Gaz. Porém, após a morte de Dominica, devido a sua enorme devoção a ela e se vendo incapaz de poder esquecê-la, acaba assumindo a forma de sua mestre e tem vivido na sombra de Dominica. Depois de perder sua batalha com o grupo de Toru, ela assume a forma de uma garota. Ela também se junta a grupo, em sua viagem mas com um novo objetivo, ter uma luta com o Toru, embora ele sempre tente evitar essa luta, alegando que ele deve primeiro cumprir a sua missão de juntar restos do Imperador Gaz para Chaika.

### Grupo da Chaika Bodhan
Chaika Bohdan (チャイカ・ボフダーン, Chaika Bofudān)
Dublada por: Saeko Zōgō
Se auto-proclamando ser a filha do imperador Gaz, Chaika Bohdan (também conhecida como Chaika vermelha) tem a aparência muito similar a Chaika Trabant (Chaika branca), até mesmo no seu jeito de falar. No entanto, a Chaika vermelha tem grandes diferenças que distinguem ela da Chaika branca, como suas roupas vermelhas, cabelo curto, um corpo mais desenvolvido e sua personalidade forte. A arma que ela utiliza é uma 'Snake Sword'. Por fim, a principal diferença entre elas é o seu objetivo. Enquanto a Chaika Trabant deseja coletar as partes de seu pai para lhe proporcionar um funeral apropriado, a Chaika Bohdan tem a intenção de se vingar dos oito heróis que mataram ele e restaurar o seu império.
David (ダヴィード, Davīdo)
Dublada por: Kiyoshi Katsunuma
David trabalha para Chaika Bohdan. Ele luta com uma lança.
Selma Kenworth (セルマ・ケンワース, Seruma Kenwāsu)
Dublada por: Sarah Emi Bridcutt
Selma trabalha para Chaika Bohdan. Ela é uma Wizard do qual no anime utiliza um "Gundo Sniper Rifle".

### Gillette Corps.
Uma divisão da Agência Kleeman.
Alveric Gilette (アルベリック・ジレット, Aruberikku Jiretto)
Dublado por: Yoshimasa Hosoya
O líder da Gillette Corps. Um cavalier de uma família nobre. Ele deseja parar a busca de Chaika para recuperar os restos mortais de Arthur Gaz, por temer que isso possa levar a uma nova guerra. No entanto, ele logo começa a criar dúvidas, depois de saber as razões da Chaika e pela carência de informações concretas sobre o Imperador Gaz nas fontes oficiais do novo governo.
Nikolai Aftotorr (ニコライ・アフトトル, Nikorai Afutotoru)
Dublado por: Kensuke Satō
O segundo no comand o da Gillette Corps. Um [[[mercenário]].
Vivi Holopainen (ヴィヴィ・ホロパイネン, Vivi Horopainen)
Dublada por: Iori Nomizu
Uma assassina que é apaixonada por Alveric. Suas armas são agulhas de arremesso.
Zuita Brusasco (ズィータ・ブルザスコ, Zīta Buruzasuko)
Dublado por: Yumeha Kōda
Uma garota Wizard que tem facilidade com máquinas e dirige o "April", um veículo que funciona com mágica. Assim como Vivi, ela também tem uma queda por Alveric.
Matheus Callaway (マテウス・キャラウェイ, Mateusu Kyarawei)
Dublado por: Shūta Morishima
Um Wizard que pode controlar criaturas.
Leonardo Stoller (レオナルド・ストーラ, Reonarudo Sutōra)
Dublado por: Kazutomi Yamamoto
Um garoto que se parece com um gato, atua como espião na organização.

## Mídia

### Light Novel
A série de light novels iniciou sua publicação em 2010, sendo escrita por Ichirō Sakaki e ilustrada por Namaniku ATK. Publicada pela editora 'Fujimi Shobo', até o momento nove volumes foram lançados.
| N.º | Data de lançamento                           | ISBN                                     |
| --- | -------------------------------------------- | ---------------------------------------- |
| 1   | 18 de dezembro de 2010                       | 978-4-04-071051-8                        |
| 2   | 20 de maio de 2011                           | 978-4-04-071052-5                        |
| 3   | 20 de outubro de 2011                        | 978-4-04-071053-2                        |
| 4   | 17 de março de 2012                          | 978-4-04-071054-9                        |
| 5   | 17 de agosto de 2012                         | 978-4-04-071055-6                        |
| 6   | 19 de janeiro de 2013                        | 978-4-04-071056-3                        |
| 7   | 20 de julho de 2013                          | 978-4-04-071057-0                        |
| 8   | 18 de janeiro de 2014                        | 978-4-04-070007-6                        |
| 9   | 19 de abril de 2014                          | 978-4-04-070090-8                        |
| 10  | 20 de setembro de 2014                       | 978-4-04-070145-5                        |
| 11  | 20 de dezembro de 2014                       | 978-4-04-070148-6                        |
| 12  | 10 de março de 2015 (LE) 20 de março de 2015 | 978-4-04-070171-4 (EL) 978-4-04-070150-9 |

### Mangá
A série possui três adaptações para mangá. A primeira foi lançada em 2012, sendo produzida por Shinta Sakayama e publicada pela Kadokawa Shoten na Shounen Ace, possui até o momento 4 volumes compilados. Outro mangá institulado "Hitsugi no Chaikakka", desta vez produzido por Kanikama e publicado pela Kadokawa Shoten em duas revistas diferentes, segue o estilo 4-koma. Por fim, o terceiro mangá chamado de "Chaika Gakuen!", iniciou sua publicação em 2014.

### Anime
A  Fujimi Shobo por meio da "Dragon Magazine" (uma revista que publica light novels) divulgou em 20 de maio de 2013, que haveria um importante anúncio relacionado a franquia. Posteriormente, mais precisamente em 9 de julho de 2013, a editora Fujimi Shobo revelou em seu site que estava  sendo produzida uma adaptação de Hitsugi no Chaika para anime. A série de anime está encarregada pelo Estúdio Bones e dirigida por Soichi Masui, iniciou sua transmissão em 9 de abril de 2014, e em 25 de junho foi finalizada, a primeira temporada terminou com 12 episódios ao todo. A segunda temporada do anime foi anunciada antes mesmo da primeira acabar, a editora divulgou novamente em seu site oficial a segunda temporada da animação da franquia. O autor Ichirō Sakaki disse por meio de seu twitter que o anime foi planejado para ter duas temporadas exibidas em diferentes estações do mesmo ano. A segunda temporada do anime foi exibida entre 8 de outubro e 10 de dezembro de 2014, possuindo 10 episódios. Um OVA foi lançado junto com o 12º volume da light novel, em 10 de março de 2015.

Capa da Original soundtrack.

### Música
A música tema da abertura do anime é "DARAKENA" pela dubladora da personagem '"Vivi Holopainen"', Iori Nomizu. O tema de encerramento é "Kairaku Genri (快楽原理;Princípio do Prazer)" por coffin princess, formado pela união de três dubladoras do anime (Chika Anzai, Saeko Zōgō e Yui Makino). Ambos os CDs contendo a abertura e o encerramento foram lançados no mesmo dia, em 23 de abril de 2014, pela empresa Victor Entertainment. A Original Soundtrack do anime foi composta por Nagaoka Seiko e lançada em 4 de junho de 2014, também pela empresa Victor Entertainment.
1º Temporada
Tema de abertura:
"DARAKENA" por Iori Nomizu
Tema de encerramento:
"Kairaku Genri (快楽原理;Princípio do Prazer)" por coffin princess
2º Temporada
Tema de abertura:
"Shikkoku o Nuritsubuse" (漆黒を塗りつぶせ) por Iori Nomizu
Tema de encerramento:
"Watashi wa Omae no Naka ni Iru" (ワタシハオマエノナカニイル;Eu estou dentro de você) por coffin princess